# 高叡
高 叡（こう えい、534年 - 569年）は、北斉の皇族。趙郡王。小名は須抜。本貫は渤海郡蓨県。

## 経歴
高琛と東魏の華陽長公主元季艶（元懐の娘）のあいだの子として生まれた。誕生まもなく父を失い、伯父の高歓に引き取られて、游氏に養育された。東魏の興和年間、南趙郡公の爵位を嗣いだ。武定末年、太子庶子に任じられた。
天保元年（550年）5月に北斉が建てられると、6月に高叡は趙郡王に封じられ、散騎常侍に転じた。天保2年（551年）、定州刺史として出向し、撫軍将軍・六州大都督の位を加えられた。非行官吏を摘発し、農業や養蚕の普及につとめて、良牧と称された。天保3年（552年）、儀同三司の位を加えられた。天保6年（555年）、山東の兵数万を率いて長城の建築を監督した。長史の宋欽道が高叡のために定州から氷を送ってきたが、暑熱の中を作業する兵士のことを思って、舐めようとはしなかった。天保7年（556年）、本官のまま都督滄瀛幽安平東燕六州諸軍事・滄州刺史となった。天保8年（557年）、鄴に召還され、北朔州刺史・都督北燕北蔚北恒三州及庫推以西黄河以東長城諸鎮諸軍事に転じた。長城周辺に多数の烽火台を置いて、防衛態勢を整備した。ときに水のない場所で井戸を掘らせたところ、泉源が湧出したため、その地は「趙郡王泉」と呼ばれるようになった。
天保9年（558年）、文宣帝が楼煩に赴くと、高叡は行宮に朝参し、そのまま帝に従って晋陽に帰った。太子の高殷が監国として大都督府を立てると、高叡は侍中・大都督府長史に任じられて、太子の下についた。559年（天保10年）、儀同三司に転じた。まもなく開府儀同三司・驃騎大将軍・太子太保の任を加えられた。同年（乾明元年）2月、尚書左僕射に任じられた。
皇建元年（560年）、行并州事となった。皇建2年（561年）、孝昭帝の死にあたって、高叡はその遺命を受け、武成帝を鄴に迎えた。大寧元年（562年）11月、功績により尚書令に任じられ、浮陽郡公の別封を受けた。監太史・太子太傅となり、律令制定の議論に参与した。さらに北狄を討った功により、潁川郡公に封じられた。河清元年（562年）7月、再び尚書令に任じられ、大宗正卿を兼ねた。河清3年（564年）5月、録尚書事となった。突厥が并州に侵攻してくると、武成帝が自ら迎え撃ったが、北斉全軍の進退は高叡の統制によるものであった。この功績により、また宣城郡公の別封を受けた。天統元年（565年）4月、司空に任じられ、録尚書事を兼ねた。天統3年（567年）8月、宗正卿を兼ね、太尉に進んだ。
天統5年（569年）2月、武成帝が葬られると、高叡は馮翊王高潤や安徳王高延宗および元文遙とともに和士開を弾劾した。このことが胡太后の不興を買い、高叡は永巷で兵に捕らえられて華林園に送られ、劉桃枝に拉ぎ殺された。享年は36。後に王礼をもって葬られたが、諡を贈られることはなかった。

## 子女
- 高整信（後嗣、散騎常侍・儀同三司）[33][29]
- 高妙儀（扶風郡公主）

## 伝記資料
- 『北斉書』巻13 列伝第5
- 『北史』巻51 列伝第39